# 渡辺翔太 (野球)
渡辺 翔太（わたなべ しょうた、2000年10月29日 - ）は、福岡県北九州市小倉北区出身のプロ野球選手（投手）。右投右打。東北楽天ゴールデンイーグルス所属。

## 経歴

### プロ入り前
北九州市立桜丘小学校3年生の時からソフトボールを始めた。
北九州市立富野中学校時代は八幡東ボーイズ（硬式野球のクラブ）に所属し、遊撃手、投手を務めていた。中学校2年生の時からパームボールを投げるようになった。
福岡県立北九州高等学校では2年生の秋からエースとなった。3年夏の全国高等学校野球選手権福岡大会（北福岡大会）では、福岡県立東筑高等学校や自由ケ丘高等学校などに勝利し、ノーシードからベスト4まで進出する立役者となった。
九州産業大学に進学。2019年4月21日の九州工業大学との福岡六大学野球春季リーグ戦で17奪三振を記録して初勝利を挙げるなど、1年春のリーグ戦では3勝した。1年秋には福岡六大学野球秋季リーグで新人賞を受賞した。だが、2年次の2020年は新型コロナウイルスの影響で福岡六大学野球春季リーグ戦が中止になった。そのため実家に戻りスケートボードに熱中したが、その間に体重が激減したという。同年秋の福岡六大学野球のリーグ戦では登板なしに終わった。
それでも、15kg以上体重を増量するなどして臨んだ3年春の福岡六大学野球春季リーグ戦では、5勝を挙げてリーグMVPを受賞した。4年次の2022年にはハーレムベースボールウィークの日本代表に選ばれ、2試合に投げた。福岡六大学野球リーグで19連勝を記録するなど、大学時代に通算20勝を挙げた。大学では同学年に野口恭佑、中村貴浩がいた。
2022年10月20日に開催されたプロ野球ドラフト会議で、東北楽天ゴールデンイーグルスから3位指名を受けた。担当スカウトは大久保勝也。11月3日に契約金6000万円、推定年俸1000万円で入団に合意。11月23日に行われた新入団選手発表会見で、背番号が31となったことが発表された。

### 楽天時代
2023年は春季キャンプを一軍スタートし、オープン戦では4試合に登板したが、開幕は二軍で迎えた。3月25日のオープン戦での登板を最後に実戦登板から離れていたものの、5月17日の二軍戦で実戦復帰。イースタン・リーグでは6試合の登板で防御率1.50を記録し、6月3日に出場選手登録となり、同日の東京ヤクルトスワローズ戦でプロ初登板を果たすと、自己最速の154km/hを計測し、2イニング・打者6人を抑える完全投球と好投した。6月9日の中日ドラゴンズ戦では6回表に先発の藤平尚真が同点を許し、なおも無死二塁という場面から登板。このピンチを無失点で切り抜けると、直後にチームが逆転してそのまま勝利したことで、渡辺にプロ初勝利が記録された。同16日の読売ジャイアンツ戦でプロ初ホールドを記録すると、7月以降はセットアッパーを任され、7月25日の北海道日本ハムファイターズ戦では守護神松井裕樹の離脱を受け、2点リードの9回表に登板し、1イニングを無失点に抑えてプロ初セーブを挙げた。6月の一軍昇格後は毎月10登板以上とフル回転し、ルーキーイヤーは51試合の登板で防御率2.40。この年のチームは渡辺が抑えた直後に勝ち越し・逆転することが多く、チーム2位タイの8勝（3敗）、チーム1位の25ホールドを記録した。また、新人王投票では、受賞者の山下舜平大に次ぐ20票を集めた。オフに1800万円増となる推定年俸2800万円で契約を更改した。
2024年は開幕前に開催された日本代表強化試合カーネクスト 侍ジャパンシリーズ 2024 日本vs欧州代表に出場。レギュラーシーズンでは自身初の開幕一軍入りを果たし、4月終了時点で9試合に登板するも、1勝0敗1ホールド・防御率4.32。計8回1/3を投げて被安打10・与四球7と不安定な投球が続いており、4月29日の登板を最後に5月2日に出場選手登録を抹消された。同28日の再登録以降はシーズン終了まで一軍に帯同し、この年は49試合の登板で7勝2敗12ホールド・防御率3.04を記録し、オフの契約更改では1200万円増となる推定年俸4000万円でサイン。会見では「すごい先発したいです」と先発への意欲を明かしたが、「でも監督から中継ぎとして頑張ってくれと言われたので、中継ぎをやります」と話した。

## 選手としての特徴
| 球種         | 配分 % | 平均球速 km/h |
| ------------ | ------ | ------------- |
| ストレート   | 42.99  | 149.4         |
| パーム       | 27.39  | 128.9         |
| カットボール | 21.23  | 137.9         |
| スプリット   | 04.72  | 133.8         |
| スライダー   | 03.54  | 133.0         |
| カーブ       | 00.13  | 122.0         |

大きく沈むパームが武器。ストレートの最速はアマチュア時代に151km/h、プロ入り後は154km/hを計測している。変化球は他にカットボール・スプリット・スライダー・カーブを投じる。
パームは中学時代に友人から投げ方を教えてもらったことで投げるようになったといい、ルーキーイヤーの2023年シーズンでは被打率.080を記録した。

## 人物
愛称は「わっぴー」。
高校時代は、好きな選手として大谷翔平の名前を挙げていた。
高校・大学時代の先輩に、楽天でもチームメイトとなる福森耀真がいる。
対戦したい打者に、柳田悠岐の名前を挙げている。
Snow Manのメンバーの渡辺翔太と同姓同名で、登場曲も同グループの「D.D.」という曲を使用している。自身がプロ初勝利を挙げた際にはSnow Manの渡辺から祝いの言葉を受け取り、それに対してチームの公式ツイッターでお礼の言葉を述べた。また、自身が「D.D.」の曲に合わせて踊る動画がチームの公式TikTokで公開されたこともある。
同姓同名の人物にはバスケットボール選手である渡辺翔太もおり、2023年時点で仙台89ERS所属であることから、仙台に本拠を置くプロスポーツチーム所属者同士として顔合わせが実現している。

## 詳細情報

### 年度別投手成績
| 年 度     | 球 団     | 登 板 | 先 発 | 完 投 | 完 封 | 無 四 球 | 勝 利 | 敗 戦 | セ 丨 ブ | ホ 丨 ル ド | 勝 率 | 打 者 | 投 球 回 | 被 安 打 | 被 本 塁 打 | 与 四 球 | 敬 遠 | 与 死 球 | 奪 三 振 | 暴 投 | ボ 丨 ク | 失 点 | 自 責 点 | 防 御 率 | W H I P |
| --------- | --------- | ----- | ----- | ----- | ----- | -------- | ----- | ----- | -------- | ----------- | ----- | ----- | -------- | -------- | ----------- | -------- | ----- | -------- | -------- | ----- | -------- | ----- | -------- | -------- | ------- |
| 2023      | 楽天      | 51    | 0     | 0     | 0     | 0        | 8     | 3     | 1        | 25          | .727  | 197   | 48.2     | 30       | 1           | 20       | 3     | 2        | 41       | 3     | 0        | 15    | 13       | 2.40     | 1.03    |
| 2024      | 楽天      | 49    | 0     | 0     | 0     | 0        | 7     | 2     | 0        | 12          | .778  | 201   | 47.1     | 42       | 2           | 22       | 4     | 0        | 41       | 3     | 0        | 19    | 16       | 3.04     | 1.35    |
| 通算：2年 | 通算：2年 | 100   | 0     | 0     | 0     | 0        | 15    | 5     | 1        | 37          | .750  | 398   | 96.0     | 72       | 3           | 42       | 7     | 2        | 82       | 6     | 0        | 34    | 29       | 2.72     | 1.19    |

- 2024年度シーズン終了時
- 各年度の太字はリーグ最多

### 年度別守備成績
| 年 度 | 球 団 | 投手  | 投手  | 投手  | 投手  | 投手  | 投手     |
| 年 度 | 球 団 | 試 合 | 刺 殺 | 補 殺 | 失 策 | 併 殺 | 守 備 率 |
| ----- | ----- | ----- | ----- | ----- | ----- | ----- | -------- |
| 2023  | 楽天  | 51    | 0     | 10    | 2     | 0     | .833     |
| 2024  | 楽天  | 49    | 4     | 9     | 2     | 0     | .867     |
| 通算  | 通算  | 100   | 4     | 19    | 4     | 0     | .852     |

- 2024年度シーズン終了時

### 記録
初記録
投手記録
- 初登板：2023年6月3日、対東京ヤクルトスワローズ1回戦（明治神宮野球場）、4回裏に3番手で救援登板、2回無失点[4]
- 初奪三振：2023年6月7日、対阪神タイガース2回戦（楽天モバイルパーク宮城）、8回表に前川右京から空振り三振[68][69]
- 初勝利：2023年6月9日、対中日ドラゴンズ1回戦（楽天モバイルパーク宮城） 、6回表に2番手で救援登板、1回無失点[38][70]
- 初ホールド：2023年6月16日、対読売ジャイアンツ1回戦（東京ドーム）、8回裏に4番手で救援登板、1回無失点[39][71]
- 初セーブ：2023年7月25日、対北海道日本ハムファイターズ16回戦（楽天モバイルパーク宮城）、9回表に5番手で救援登板、1回無失点[41][72]

### 背番号
- 31（2023年 - ）

### 代表歴
- 2022 ハーレムベースボールウィーク 日本代表[19]
- 侍ジャパンシリーズ2024 欧州代表vs.日本

### 登場曲
- 「D.D.」Snow Man（2023年）[73]